# Martin Burkhardt (Historiker)
Martin Burkhardt (* 1962) ist ein deutscher Historiker und Archivar.

## Leben
Nach dem Studium der Fächer Geschichte und Deutsch in Tübingen promovierte er bei Franz Quarthal an der Universität Stuttgart. Vor und nach dem Archivreferendariat in Karlsruhe und Marburg (Abschluss mit dem Zweiten Staatsexamen) arbeitete er in zwei Kommunalarchiven, im Staatsarchiv Ludwigsburg und im Hauptstaatsarchiv Stuttgart, baute das Archiv der Landeskreditbank in Karlsruhe auf und wirkte im Wirtschaftsarchiv Baden-Württemberg. Seit 2017 ist er für die Geschichtsagentur D.I.E. Firmenhistoriker in Aalen tätig. Seit 2010 ist er Erster Vorsitzender des Heimat- und Altertumsvereins Heidenheim.

## Schriften (Auswahl)
- Konstanz im 18. Jahrhundert. Materielle Lebensbedingungen einer landstädtischen Bevölkerung am Ende der vorindustriellen Gesellschaft. Sigmaringen 1997, ISBN 3-7995-6836-0.
- Arbeiten im Archiv. Praktischer Leitfaden für Historiker und andere Nutzer. Paderborn 2006, ISBN 3-506-75676-1.
- Archive der Freiherren von Degenfeld-Neuhaus und Gemmingen-Hornberg-Babstadt. Urkundenregesten 1439 bis 1902. Stuttgart 2013, ISBN 3-17-023346-7.
- mit Irmgard Sedler: Im Zeichen des Salamander. Eine Firmengeschichte in Selbstzeugnissen. Stuttgart 2014, ISBN 3-17-022511-1.
- Herausgeber des Jahrbuchs des Heimat- und Altertumsvereins Heidenheim seit dem 14. Jahrgang 2011/2012.